# Rådhus-vin
Rådhusvin (Parthenocissus tricuspidata) er en løvfældende lian med tynde, højtvoksende grene og særlige hæfteskiver. Rådhusvin er en smuk og tæt dækkende plante.

## Beskrivelse
Knopperne er spredtstillede og ret små. Bladene er bredt ægformede eller næsten runde med tre kraftige tænder eller lapper. Bladet har groft tandet rand. Oversiden er blank og mørkegrøn, mens undersiden er lysegrøn. Høstfarven er orange til postkasserød. Blomsterne er bittesmå og sidder i oprette stande. De dannes i juni-juli. Frugterne er blåduggede, sorte bær.
Rodnettet er kraftigt og dybtgående.
Højde × bredde og årlig tilvækst: 15 × 2 m (100 × 15 cm/år).

## Hjemsted
Rådhusvin hører hjemme i Kina, Korea og Japan, hvor den findes i skovbryn og krat på fugtig, mineralrig bund sammen med bl.a. Akebia quinata, Ampelopsis brevipedunculata var. heterophylla, Have-Aralie (Aralia elata), Kamellia (Camellia japonica), Skæbnetræ (Clerodendron trichotomum), Skærm-Sølvblad (Elaeagnus umbellata), Eurya japonica, Butbladet Liguster (Ligustrum obtusifolium), Mangeblomstret Rose (Rosa multiflora) og Hindbær (Rubus idaeus).